# Der General (1998)
Der General ist ein Spielfilm von Regisseur John Boorman aus dem Jahr 1998 mit dem Originaltitel The General. Die britisch-irische Koproduktion ist in Deutschland auch unter dem Titel Der Meisterdieb von Dublin bekannt. Boorman schrieb das Drehbuch anhand des Buches The General. Godfather of Crime von Paul Williams.

## Handlung
Zentrale Figur des Films ist Martin Cahill, ein irischer Gangster, der aufgrund seines vergleichsweise asketischen Lebensstils – kein Alkohol, keine Drogen, kein Glücksspiel – und der detaillierten Planung seiner Verbrechen den Beinamen „The General“ erhielt.
Schon in jungen Jahren wandelt er auf einem kriminellen Pfad, auf dem er mit einer Gruppe von Schlägern aus den Slums von Dublinern Fleisch und Käse stiehlt. In den 1970er Jahren folgen bewaffnete Raubüberfälle. Der Film greift auch die Episode gegen Ende des Jahrzehnts auf, als Cahill eine mehrjährige Bewährungsstrafe verbüßt und eine Wohnungsbaugesellschaft den Abriss der Gebäude in Cahills Viertel plant. Cahills Weg durch die gerichtlichen Instanzen ist indes nicht von Erfolg gekrönt, weshalb die Gesellschaft den avisierten Plan auch umsetzt – während sich Cahill dahingehend widersetzt, dass er in einem Wohnwagen auf dem Trümmergrundstück wohnt. Nach einem Besuch des Oberbürgermeisters von Dublin zieht er jedoch in eine bessere Wohngegend um.
Anfang der 1980er Jahre gibt Cahill den Auftrag eine Bombe unter dem Auto des  Forensikers James O’Donovan zu platzieren, da dieser mit seinen Methoden perspektivisch Beweismittel gegen Cahill sicherstellen könnte. Später folgt ein millionenschwerer Raub bei einem Juwelier. Zwischenzeitlich hat Cahill gemeinsam mit seiner Bande auch Gemälde geraubt, die er an die Ulster Volunteer Force verkauft. Während es in der Realität keine stichhaltige Beweislage gibt, wer ihn tatsächlich erschossen hat, verfolgt der Film die Theorie, dass die IRA die Ermordung befohlen hat.

## Trivia
Obwohl er in Farbe gedreht wurde, entschloss sich Boorman, den Film in den Kinos in einer stark farbentsättigten, fast schwarz-weißen Version zu zeigen, um zum einen Gewalt und Armut nicht zu romantisieren und andererseits die Aufmerksamkeit des Publikums auf die Handlung und die Schauspieler zu lenken.
Der Film beruht auf der wahren Geschichte von Gangster-Genie Martin Cahill, der ab Mitte der 70er Jahre bis zu seiner Ermordung durch die IRA 1994 zum Staatsfeind Nr. 1 Irlands avancierte. Der biographische Film zeigt die kriminelle Karriere eines Mannes, der liebender Familienvater, gewitzter Ganove und überaus brutaler Verbrecher zugleich war.
Gespielt wird Martin Cahill von dem irischen Schauspieler Brendan Gleeson, den Boorman unter anderem wegen seiner Ähnlichkeit zu Cahill auswählte. Jon Voight sprang erst kurz vor Drehbeginn als Darsteller für die Figur des Inspectors Ned Kenny ein.

## Kritiken
- Rüdiger Suchsland bei „artechock film“: „[…The General ist] wie jeder gute Gangsterfilm in erster Linie eine Sozialstudie. […] Cahill ist charmant und er hat Stil. Aber er ist auch ein brutal-autoritärer Machtmensch. Boorman erliegt nicht den Klischees vieler Gangsterfilme. […] Boorman filmt all das in verführerischem, elegantem Schwarzweiß. Bei ihm erklären Bilder, nicht kleine dumme Dialoge die Geschichte.“ [1]
- Lexikon des internationalen Films: „Das in faszinierenden schwarz-weißen Bildern inszenierte Porträt einer charismatischen Führerpersönlichkeit, die sich in der Rolle des Arbeiterklasse-Heroen gefiel, letztlich jedoch an der eigenen Hybris scheiterte. Ein künstlerisch und darstellerisch überzeugender Film, der seinen Protagonisten als Held einer antiken Tragödie stilisiert und dessen Inszenierung zwischen Dokumentarismus und mythischer Überhöhung changiert.“ [2]

## Auszeichnungen
Der Film gewann mehrere Preise insbesondere für Boormans Regiearbeit und Gleesons schauspielerische Leistung und war für die Goldene Palme der Internationalen Filmfestspiele von Cannes 1998 nominiert. John Boorman erhielt in Cannes den Regiepreis.